# Wilhelm Biedermann

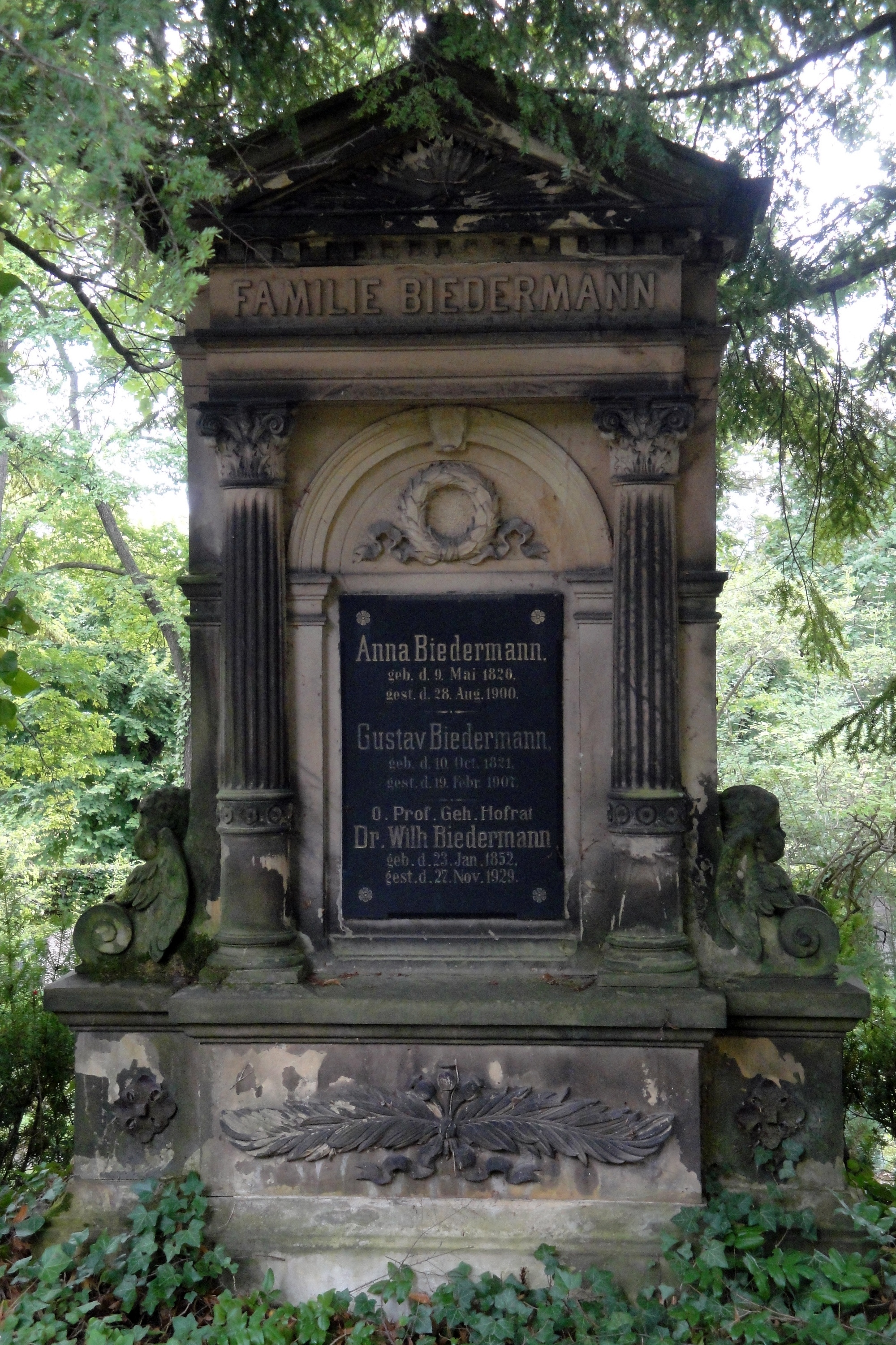
Familiengrab Biedermann auf dem Nordfriedhof Jena

Wilhelm Biedermann (* 23. Januar 1852 in Bilin, Böhmen; † 27. November 1929 in Jena) war ein deutscher Mediziner und Physiologe.

## Leben
Wilhelm Biedermann studierte an der Karls-Universität Prag Medizin, wurde in Prag promoviert und wirkte als Assistent von Ewald Hering am Physiologischen Institut. Im Jahr 1880 habilitierte er sich in Prag für Physiologie, erhielt 1886 eine außerordentliche Professur und folgte 1888 als Nachfolger von William Preyer einem Ruf als Ordinarius und Direktor des Physiologischen Instituts an die Universität Jena, an der er in der Folge fast vierzig Jahre lehrte und wirkte, bis der Physiologe Emil von Skramlik 1927 als sein Nachfolger berufen wurde.
Wilhelm Biedermann beschäftigte sich mit der vergleichenden und der Elektrophysiologie, zu der er u. a. 1895 das Standardwerk Elektrophysiologie veröffentlichte.
Er blieb zeitlebens unverheiratet und galt als Sonderling, der seinen Tagesablauf genau einteilte. Morgens frühes Aufstehen, Ritt um Jena, ausgiebiges Frühstück, 10 Uhr Vorlesung, dann Frühschoppen, später Mittagessen im Schwarzen Bären und nachmittags bis 18 Uhr Arbeit im Institut. Abends spielte er noch 2 Stunden Klavier, das er glänzend beherrschte, und dann ging er täglich gegen 21 Uhr zu Bett. Zu seinen Schülern werden u. a. Hermann Jacques Jordan, Ernst Mangold und Max Verworn gezählt.
Am 24. Dezember 1891 wurde er unter der Präsidentschaft des Physikers Hermann Knoblauch in der Sektion  Physiologie unter der Matrikel-Nr. 2927 als Mitglied in die Kaiserliche Leopoldino-Carolinische Deutsche Akademie der Naturforscher aufgenommen. Die Sächsische Akademie der Wissenschaften nahm ihn am 30. Juli 1900 als Ordentliches Mitglied auf.
Wilhelm Biedermann wurde auf dem Nordfriedhof in Jena beigesetzt.

## Schriften
- Elektrophysiologie, Fischer, Jena 1895 (Digitalisat)
- Die Schillerfarben bei Insekten und Vögeln. In: Denkschriften der Medizinisch-Naturwissenschaftlichen Gesellschaft zu Jena, 11, (= Festschrift zum siebzigsten Geburtstage von Ernst Haeckel, Herausgegeben von seinen Schülern und Freunden), Fischer, Jena 1904, S. 215–300 (Digitalisat)